# Bardon Park
Bardon Park är en park i Australien. Den ligger i delstaten Western Australia, nära delstatshuvudstaden Perth. Den ligger vid sjön Lake Vasto.
Runt Bardon Park är det tätbefolkat, med 982 invånare per kvadratkilometer.. Närmaste större samhälle är Perth, nära Bardon Park. 
Runt Bardon Park är det i huvudsak tätbebyggt. Genomsnittlig årsnederbörd är 820 millimeter. Den regnigaste månaden är juli, med i genomsnitt 142 mm nederbörd, och den torraste är januari, med 11 mm nederbörd.